# Cortodera pseudomophlus
Cortodera pseudomophlus là một loài bọ cánh cứng trong họ Cerambycidae.